# Wim Schuhmacher (1933)
Wilhelm Johann (Wim) Schuhmacher (21 november 1933 – 23 november 1983) was eind jaren vijftig van de twintigste eeuw de levensgezel van de Nederlandse schrijver Gerard Reve.
De relatie duurde tot 1963, toen hij Reve verliet voor Loodgietend Prijsdier M. Hierna kreeg Reve een verhouding met Willem Bruno van Albada, beter bekend als Teigetje. Samen met Reve woonde Schuhmacher in de rosse buurt in Amsterdam, aan de Oudezijds Achterburgwal. De eerste jaren woonden Reve, Reves toenmalige vrouw Hanny Michaelis en Schuhmacher samen in het pand. Michaelis woonde in het voorhuis, Reve en Schuhmacher achter. Wim Schuhmacher komt men regelmatig tegen in de vroege boeken van Reve onder de naam 'Wimie', onder andere in Op weg naar het einde. In 1980 verscheen het brievenboek Brieven aan Wimie, 1959-1963, dat een beeld geeft van hun verhouding vanuit het perspectief van Reve.
Schuhmacher werkte eerst in het onderwijs en daarna in de journalistiek. Vanaf 1973 werkte hij voor Elseviers Magazine, waar hij de laatste vijf jaar van zijn leven chef was van de cultuurredactie.